# Séisme de 2013 à Seddon
Séisme de 2013 à Seddon est un tremblement de terre qui s'est produit en Nouvelle-Zélande le 21 juillet 2013. La magnitude était de 6,5. Quatre personnes ont été blessées dans le séisme.